# NB-7 Enare II
NB-7 Enare II bio je naoružani brod u sastavu mornarice NOVJ. Prije stupanja u partizansku službu koristio se kao putnički i ribarski brod.
Prilikom desantnog prepada na Mljet, sudario se s NB-8 Kornatom pritom teško oštetivši vlastiti pramac. U strahu od mogućeg njemačkog zarobljavanja, s broda je uklonjeno naoružanje te je potopljen.